# مسيحيون هسبان وأمريكيون لاتينيون

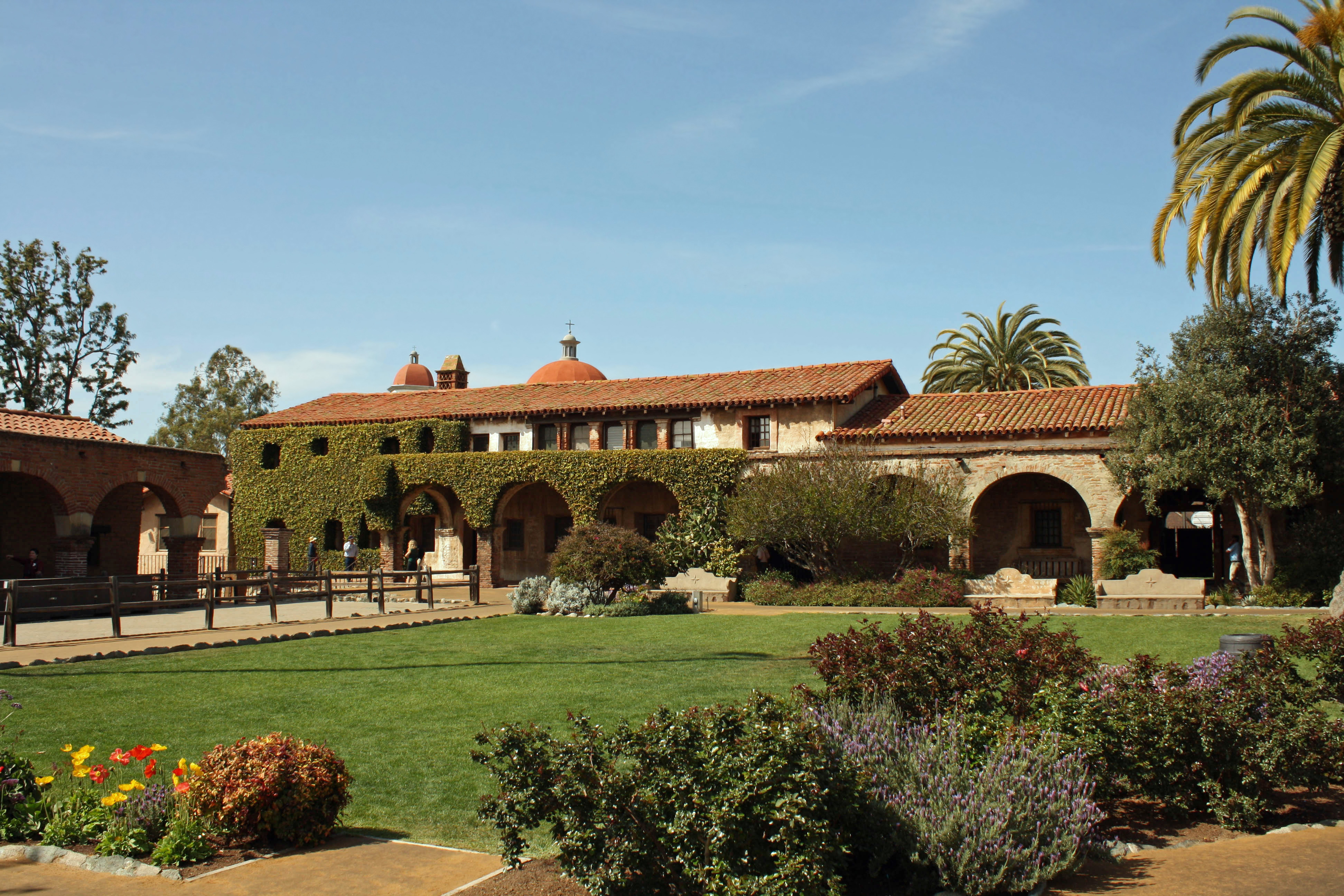
بعثة سان خوان كابيسترانو في كاليفورنيا، أنشأت من قبل الإسبان في 1775 من أجل التبشير في المسيحية بين شعوب المنطقة.

معظم الهسبان والأمريكيون اللاتينيون في الولايات المتحدة هم من أتباع الديانة المسيحية، وينتمي معظمهم إلى الكنيسة الرومانية الكاثوليكية. وفقاً لدراسة قامت بها مركز بيو للأبحاث عام 2014 فإن حوالي 80% من الهسبان والأمريكيون اللاتينيون من المسيحيين، وفي السنوات الأخيرة ازدادت أعداد ونسب البروتستانت بين الهسبان والأمريكيين اللاتينيين بشكل ملحوظ. وفقاً لدراسة معهد بحوث الدين العام عام 2017 حوالي 11% من مجمل سكان الولايات المتحدة هم مسيحيين هسبان وأمريكيين لاتينيين، ويشكلون ثاني أكبر جماعة عرقية دينية بعد المسيحيين من أصول بيضاء (43%).
بين المجموعات الخمسة الكبرى بين الهسبان والأمريكيين اللاتينيين؛ يشكل المسيحيين حوالي 81% بين الأمريكيين من أصول دومينيكانيّة، يليهم الأمريكيين من أصول مكسيكية (79%)، والأمريكيين من أصول سلفادوريّة (79%)، والأمريكيين من أصول بورتوريكية (75%)، والأمريكيين من أصول كوبية (65%).

## الطوائف

### الكاثوليكية

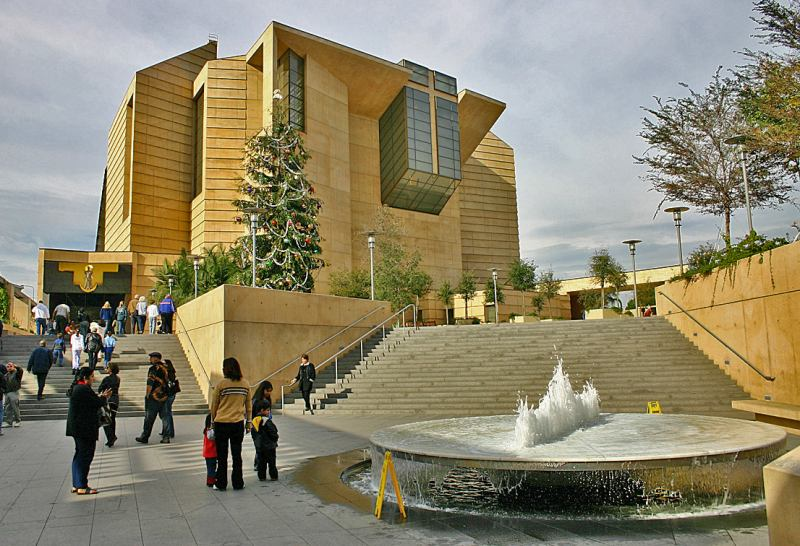
كاتدرائية سيدة الملائكة في لوس أنجلوس؛ الكاتدرائية هي مقر أكبر أبرشية ناطقة في الإسبانية في الولايات المتحدة.

تزامن تبشير أمريكا اللاتينية مع اكتشاف هذه المناطق في القرن الخامس عشر. فقد وصل إليها المرسلون والمبشرّون غداة اكتشافها. وكانت الجمعيات الرهبانية مثل الدومنيكان والفرنسيسكان واليسوعيون وغيرهم أول وصل للهذه القارة لهذا العمل. وتعد الكاثوليكية في أمريكا اللاتينية واحدة من الموروثات الرئيسيَّة للحقبة الإستعماريَّة الإسبانية، إلى جانب الإسبانية كلغة الأمة. ولا تزال الكاثوليكية الرومانية هي أكبر طائفة دينية بين معظم اللاتينيين. ولا تزال الكاثوليكية التراث الإستعماري الرئيسي لإسبانيا في أمريكا. أكثر من أي مجموعة من العلاقات الاقتصادية مع العالم الخارجي، أكثر حتى من اللغة التي جلبت لأول مرة إلى شواطئ أمريكا في عام 1492، لا يزال الدين الكاثوليكي يتخلل الثقافة الإسبانية الأمريكية اليوم، مما خلق وحدة ثقافية مهيمنة تتجاوز الحدود السياسية والوطنية بين دول القارة."
وفقاً لدراسة قامت بها مركز بيو للأبحاث عام 2014 حوالي 55% من الهسبان والأمريكيين اللاتينيين في الولايات المتحدة قالوا أنهم رومان كاثوليك، بالمقابل قال 77% أنه تربى على الكاثوليكية؛ وقد يعكس التراجع طويل المدى في نسبة الكاثوليك في صفوف ذوي الأصول الهسبانية جزئياً التغيرات الدينية الجارية في أمريكا اللاتينية، حيث اكتسبت الكنائس الإنجيلية زيادة كبيرة في معتنقيها، كما وكانت حصة من لا ينتمون إلى ديانة تتزايد ببطء في منطقة كانت في الغالب ذات أغلبية كاثوليكية ساحقة. وقال حوالي 61% من الأمريكيين المكسيكيين أنهم رومان كاثوليك، بالمقارنة مع 47% من ذوي الأصول الهسبانية غير المكسيكية. بين المجموعات الخمسة الكبرى بين الهسبان والأمريكيين اللاتينيين؛ يشكل الكاثوليك حوالي 61% بين الأمريكيين من أصول مكسيكية، يليهم الأمريكيين من أصول دومينيكانيّة (59%)، والأمريكيين من أصول كوبية (49%)، والأمريكيين من أصول بورتوريكية (45%)، والأمريكيين من أصول سلفادوريّة (42%).
قال حوالي 40% من الهسبان والأمريكيين اللاتينيين الكاثوليك أنه يتردد على حضور الصلوات في الكنيسة على الأقل مرة واحدة في الأسبوع، وقال 61% منهم أنه يُداوم على الصلاة يومياً، وقال 45% أنه يؤمن بحرفيَّة الكتاب المقدس، ويعارض حوالي 54% من الكاثوليك الهبسان والأمريكيين اللاتينيين الإجهاض، ويقول 21% أنه ينتمي إلى الحزب الجمهوري. ويشكل الهسبان والأمريكيين اللاتينيين من الفئة العمرية 18 حتى 29 حوالي 44% من مجمل الشباب الكاثوليكي في الولايات المتحدة.
بحسب دراسة معهد بحوث الدين العام عام 2017 حوالي 7% من سكان الولايات المتحدة هم هسبان وأمريكيين لاتينيين كاثوليك، ويشكلون حوالي 9% من مجمل سكان الولايات المتحدة من الفئة العمرية 18 حتى 29، وحوالي 10% من مجمل السكان من الفئة العمريَّة 30 حتى 49. وبحسب الدراسة حوالي 30% من الهسبان والأمريكيين اللاتينيين الكاثوليك تقل أعمارهم عن 18، وحوالي 25% تترواح أعمارهم بين 18 إلى 29، في حين أنَّ 44% تتراوح أعدادهم بين 30 حتى 49، وحوالي 21% تتراوح أعمارهم بين 50 إلى 64، وحوالي 10% تتجاوز أعمارهم 65. حوالي 55% من الهسبان والأمريكيين اللاتينيين الكاثوليك هم من النساء وحوالي 45% هم من الرجال. حوالي 5% من مجتمع إل جي بي تي في الولايات المتحدة هم كاثوليك من أصول هسبانيَّة بالمقارنة مع 7% من المغايرين جنسيًا في الولايات المتحدة هم كاثوليك من أصول هسبانيَّة.
وفقاً لدراسة معهد بحوث الدين العام عام 2017 وجدت أن هناك فروق في المستوى التعليمي والاقتصادي والبُنية الاجتماعية بين الكاثوليك من أصول بيضاء والكاثوليك من أصول هسبانيَّة لاتينيَّة في الولايات المتحدة؛ يعد الكاثوليك البيض أكثر تعليماً فحوالي 39% من الكاثوليك من أصول بيضاء حاصلين على شهادة جامعية بالمقارنة مع 12% من الكاثوليك من أصول هسبانيَّة لاتينيَّة، كما أنَّ الكاثوليك البيض أكثر ثراءاً حيث أنَّ 19% من الكاثوليك من أصول بيضاء يقل دخلهم السنوي يقل عن 30,000 دولار بالمقارنة مع 49% من الكاثوليك من أصول هسبانيَّة لاتينيَّة. حوالي 60% من الكاثوليك من أصول بيضاء من المتزوجين بالمقارنة مع 50% من الكاثوليك من أصول هسبانيَّة لاتينيَّة.

### البروتستانتية
وفقاً لدراسة قامت بها مركز بيو للأبحاث عام 2014 حوالي 22% من الهسبان والأمريكيين اللاتينيين في الولايات المتحدة قالوا أنهم بروتستانت، ويتوزع البروتستانت بين 18% من أتباع الكنائس الإنجيلية وحوالي 5% من أتباع الكنائس البروتستانتية الخط الرئيسي. وبحسب الدراسة قال 14% مجمل الهسبان والأمريكيين اللاتينيين أنهم تربوا على البروتستانتية، في حين قال الآن 22% من الهسبان والأمريكيين اللاتينيين أنهم بروتستانت، أي شهدت البروتستانتية زيادة بحوالي 8%. وبحسب الدراسة قال 47% من البروتستانت الهسبان والأمريكيين اللاتينيين أنهم تربوا على التقاليد الكاثوليكية في طفولتهم، وتحولوا إلى البروتستانتية لاحقاً. بين المجموعات الخمسة الكبرى بين الهسبان والأمريكيين اللاتينيين؛ يشكل البروتستانت حوالي 37% بين الأمريكيين من أصول سلفادوريّة، يليهم الأمريكيين من أصول بورتوريكية (30%)، والأمريكيين من أصول دومينيكانيّة (22%)، والأمريكيين من أصول مكسيكية (18%)، والأمريكيين من أصول كوبية (16%).
على المستوى المذهبي وجدت الدراسة أنَّ البروتستانت الهسبان والأمريكيين اللاتينيين هي المجموعات الدينية التي تملك أعلى معدلات حضور وانتظام للطقوس الدينية مع وجود أغلبية من الملتزمين دينيًا. قال حوالي 71% من الهسبان والأمريكيين اللاتينيين البروتستانت أنه يتردد على حضور الصلوات في الكنيسة على الأقل مرة واحدة في الأسبوع، وقال 84% منهم أنه يُداوم على الصلاة يومياً، وقال 63% أنه يؤمن بحرفيَّة الكتاب المقدس، ويعارض حوالي 70% من الكاثوليك الهبسان والأمريكيين اللاتينيين الإجهاض، ويقول 30% أنه ينتمي إلى الحزب الجمهوري.
حوالي 20% من الهسبان والأمريكيين اللاتينيين من الفئة العمرية 18 حتى 29 هم من البروتستانت، بالمقارنة مع 24% من الفئة العمرية 30 حتى 49، وحوالي 21% من الفئة العمرية 50 وما فوق. وكان أحد النتائج الرئيسية لأول مسح رئيسي لمركز بيو للأبحاث حول اللاتين والدين، أُجري في عام 2006 وأصدر في عام 2007، التأثير القوي للخمسينية والحركات الدينية المسيحية «الكاريزمية» أو «الروحية» ذات الصلة، والتي كانت تنمو في أمريكا اللاتينية وبلدان أخرى في «الجنوب العالمي» خلال القرن الماضي أو ما إلى ذلك. ويشار أحيانًا إلى أولئك الذين ينتمون إلى هذا الفرع الديناميكي المتنوع والديناميكي باسم «التجديد» بسبب إيمانهم بالتجديد والتي تعزز إحساسًا قويًا بالدور المباشر لله في كثير من الأحيان في الحياة اليومية.
بحسب دراسة معهد بحوث الدين العام عام 2017 حوالي 4% من سكان الولايات المتحدة هم هسبان وأمريكيين لاتينيين بروتستانت، ويشكلون حوالي 6% من مجمل سكان الولايات المتحدة من الفئة العمرية 18 حتى 29، وحوالي 5% من مجمل السكان من الفئة العمريَّة 30 حتى 49. وبحسب الدراسة حوالي 32% من الهسبان والأمريكيين اللاتينيين البروتستانت تترواح أعمارهم بين 18 إلى 29، في حين أنَّ 44% تتراوح أعدادهم بين 30 حتى 49، وحوالي 17% تتراوح أعمارهم بين 50 إلى 64، وحوالي 8% تتجاوز أعمارهم 65. حوالي 53% من الهسبان والأمريكيين اللاتينيين الكاثوليك هم من النساء وحوالي 47% هم من الرجال. ووفقاً لدراسة معهد بحوث الدين العام عام 2017 وجدت أنّ 14% من البروتستانت من أصول هسبانيَّة لاتينيَّة حاصلين على شهادة جامعية، كما أنَّ 45% من البروتستانت من أصول هسبانيَّة لاتينيَّة يقل دخلهم السنوي يقل عن 30,000 دولار. كما أن حوالي 45% من البروتستانت من أصول هسبانيَّة لاتينيَّة من المتزوجين. حوالي 3% من مجتمع إل جي بي تي في الولايات المتحدة هم بروتستانت من أصول هسبانيَّة بالمقارنة مع 4% من المغايرين جنسيًا في الولايات المتحدة هم بروتستانت من أصول هسبانيَّة.

### طوائف أخرى
وفقاً لدراسة قامت بها مركز بيو للأبحاث عام 2014 حوالي 3% من الهسبان والأمريكيين اللاتينيين في الولايات المتحدة قالوا أنهم مسيحيين ينتمون إلى طوائف أخرى، والتي تشمل كنيسة يسوع المسيح لقديسي الأيام الأخيرة وشهود يهوه.

## الثقافة

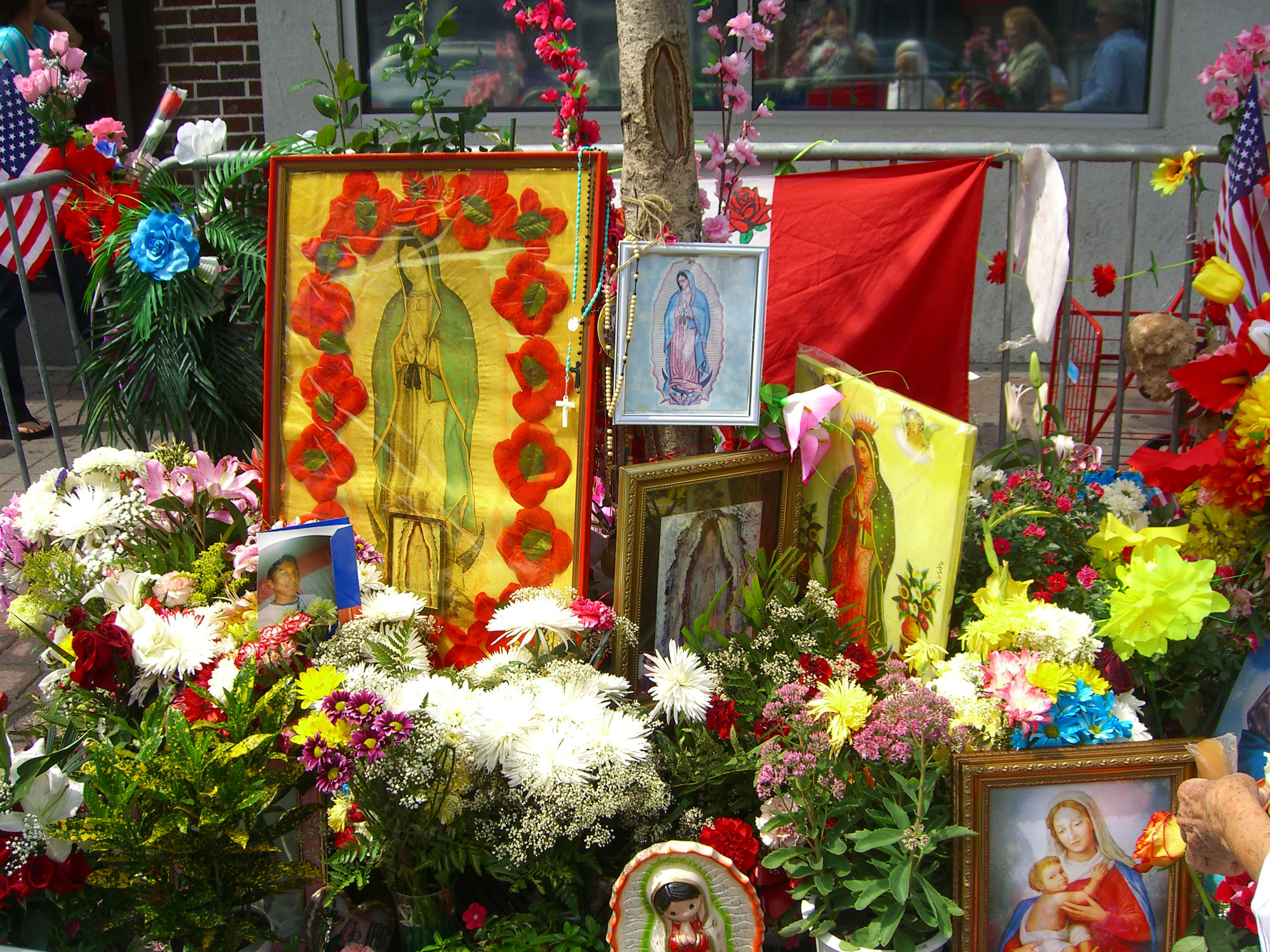
ضريح على شرف السيدة غوادالوبي؛ راعية أمريكا اللاتينية.

المشهد والثقافة الكاثوليكية متجذّرة ومتداخلة بين الهسبان والأمريكيين اللاتينيين يظهر ذلك في الفنون واللغة والحياة السياسية والقانون والموسيقى والحياة الاجتماعية وحياة الأسرة حيث كانت العائلة ومازالت دائمًا ذات أهمية فائقة في ثقافة وتقاليد الهسبان والأمريكيين اللاتينيين. ومن التقاليد المسيحية اللاتينيّة هي الاحتفال في يوم الاسم (بالإسبانيّة: onomásticos)وهو تقليد منتشر في كثير من البلدان في أمريكا الوسطى وأمريكا الجنوبية بحيث يٌحتفل في يوم من أيام السنة المرتبطة باللاسم الشخصي للفرد. العادة نشأت مع تقويم القديسين للكنيسة الرومانية الكاثوليكية، حيث يحمل المؤمنين، اسم قديس معين، وبطبيعة الحال سيحتفل في يوم عيد هذا القديس. وفي الوقت الراهن، أصبح تقليد الاحتفال بيوم الاسم (بالإسبانيّة: onomásticos) أكثر علمانية، في العائلات التقليدية يتم الاحتفال به عمومًا بجو احتفالي ويتم تبادل الهدايا كما كان في الماضي. ويتم حضور القداس، ويتبعه احتفال عائلي حميم.
تضع الثقافة اللاتينيَّة الكاثوليكية قيمة عالية للأسرة، وتحبذ الثقافة الكاثوليكية اللاتينية على إنجاب الأطفال باعتبارهم من أهم القيم في الحياة الأسرية. غالبَا ما تميل الأسر المسيحيَّة اللاتينية إلى أن تكون متماسكة ولديها علاقات متينة مع الأسرة الموسعة والتي تشمل الأقرباء، تٌرّكز الثقافة المسيحية اللاتينية على دور الأجداد في تنشئة الأطفال. وتلعب الأسرة الممتدة دورًا هامًا للعديد من العائلات المسيحية اللاتينية، وتعتبر لبّ وقلب التجمعات العائليّة الطقوس الدينية التي تُقام في الكنيسة الرومانية الكاثوليكية على وجه الخصوص. مثل التعميد، وأعياد الميلاد، وأول قربانة، والتثبيت، وحفلات الزفاف. ويلعب العرّاب دورًا هامًا في هذه الطقوس. تبدو العلاقة بين الوالدين والعرابين أو المعاونين لهم مهمة ومميزة بطريقة خاصة. حيث يترتب على تلك العلاقات التزامات ومسؤوليات متبادلة قد تكون مفيدة اجتماعيًا للمشاركين.

## حسب الدول
يُشكل المسيحيون الهسبان أكبر مجموعة عرقية لغوية بين المسيحيين في العالم، في عام 2020 كان حوالي 18% من مجمل المسيحيين في العالم من الهسبان (حوالي 430 مليون).
القائمة تستعرض الدول الهسبانيَّة التي تضم على أكبر عدد من السكان المسيحيين؛ القائمة أُخذت من دراسة قام بها مركز بيو عام 2010:
| مرتبة | دولة                | عدد المسيحيين | نسبة المسيحيين | المذهب السائد                 |
| ----- | ------------------- | ------------- | -------------- | ----------------------------- |
| 1     | المكسيك             | 107,780,000   | 91.4%          | كاثوليكية                     |
|       | الولايات المتحدة    | 45,311,000    | (1)            | كاثوليكية وبروتستانتية        |
| 2     | كولومبيا            | 42,810,000    | 92.5%          | كاثوليكية                     |
| 3     | إسبانيا             | 36,240,000    | 78.6%          | كاثوليكية                     |
| 4     | الأرجنتين           | 34,420,000    | 85.2%          | كاثوليكية                     |
| 5     | البيرو              | 27,800,000    | 95.6%          | كاثوليكية                     |
| 6     | فنزويلا             | 25,890,000    | 89.3%          | كاثوليكية                     |
| 7     | تشيلي               | 15,310,000    | 89.5%          | كاثوليكية من ثم البروتستانتية |
| 8     | غواتيمالا           | 13,700,000    | 95.2%          | كاثوليكية من ثم البروتستانتية |
| 9     | الإكوادور           | 13,610,000    | 94.1%          | كاثوليكية                     |
| 10    | بوليفيا             | 9,330,000     | 93.9%          | كاثوليكية                     |
| 11    | جمهورية الدومينيكان | 8,820,000     | 88.9%          | كاثوليكية                     |
| 12    | كوبا                | 6,670,000     | 59.2%          | كاثوليكية                     |
| 13    | هندوراس             | 6,660,000     | 87.6%          | إنجيلية وكاثوليكية            |
| 14    | باراغواي            | 6,260,000     | 96.9%          | كاثوليكية                     |
| 15    | السلفادور           | 5,460,000     | 88.2%          | كاثوليكية وإنجيلية            |
| 16    | نيكاراغوا           | 4,970,000     | 85.9%          | كاثوليكية وإنجيلية            |
| 17    | كوستاريكا           | 4,230,000     | 90.9%          | كاثوليكية                     |
| 18    | بورتوريكو           | 3,630,000     | 96.9%          | كاثوليكية                     |
| 19    | بنما                | 3,270,000     | 93.0%          | كاثوليكية                     |
| 20    | الأوروغواي          | 1,960,000     | 58.2%          | كاثوليكية                     |

## حواش
- 1 وفقاً لدراسة قامت بها مركز بيو للأبحاث عام 2014 فإن حوالي 80% من الهسبان والأمريكيون اللاتينيون من المسيحيين، منهم 55% من أتباع الكنيسة الرومانية الكاثوليكية، وحوالي 22% من أتباع الكنائس البروتستانتية وحوالي 3% من أتباع الطوائف المسيحية الأخرى. وفقاً لدراسة معهد بحوث الدين العام عام 2017 حوالي 11% من مجمل سكان الولايات المتحدة هم مسيحيين هسبان وأمريكيين لاتينيين.